# Löstorp
Löstorp är en bebyggelse i Kareby socken i Kungälvs kommun. Från 2015 till 2023 avgränsade Statistiska centralbyrån här en småort. 2023 klassades bebyggelsen till en tätort.